# Каменный век в Европе
Каменный век в Европе — самая длинная эпоха в истории древней Европы до начала летописной истории, начиная с нижнего палеолита. В это время основные орудия труда и оружие человек изготавливал из дерева, камня, рога и кости. Лишь в самом конце каменного века древние обитатели Европы впервые познакомились с медью, но использовали её преимущественно для изготовления украшений. Орудия и оружие из дерева, вероятно, были самыми многочисленными у древнего человека в Европе, но дерево обычно не сохраняется, как и другие органические вещества, в том числе рог и кость. Поэтому основным источником для изучения каменного века служат каменные орудия и остатки их производства.
Лучше других известна культура нижнего палеолита Европы, названная ашельской по эпонимному памятнику во Франции. Она широко распространена на западе и юге Европы.
Средний палеолит Европы, который часто называют эпохой мустье по эпонимному памятнику во Франции, начинается по традиционной схеме оледенений во время рисс-вюрмского интергляциала. Его дата — от 125/100 до 40 тыс. лет назад. Со среднего палеолита можно более надежно реконструировать ход исторического процесса в Европе. Это время первого относительно широкого расселения человека, своего рода демографической волны, в результате которой палеоантроп расселился почти на всю свободную от ледового покрова территорию Европы.
Верхний палеолит — гораздо более короткий период по сравнению со средним и тем более нижним палеолитом. Однако именно в верхнем палеолите древние обитатели Европы сделали ряд существенных прогрессивных шагов как в экономике, так и в области социальных отношений. Верхний палеолит — время возникновения и высокого взлета искусства. Изменения, имевшие место на грани между средним и верхним палеолитом, затронули не только технику изготовления орудий, хозяйственную деятельность человека, но и его физический облик. Человек верхнего палеолита — это Homo sapiens sapiens, или кроманьонский человек, по антропологическим характеристикам стоящий очень близко к современному человеку.

## Появление людей в Европе. Палеолит

### Появление людей в Европе
Откуда пришел человек в Европу, спорно. Известно только, что Европа не являлась местом зарождения человечества. Существуют версии о том, что первые гоминиды пришли в Европу из Индии. Наиболее вероятной является гипотеза о приходе людей в Европу из Африки через Переднюю Азию в Закавказье (Дманиси, Грузия) найдены останки людей, живших 1,8—1,9 млн л. н. и принадлежащих к форме, переходной между человеком умелым и человеком прямоходящим (см. человек грузинский)). Есть предположение, что это произошло в середине виллафранкского времени.
Древнейшие достоверные человеческие останки в Европе — первая фаланга мизинца левой кисти (ATE9-2), зуб (премоляр) и челюсть (ATE9-1) вида Homo antecessor (или Homo erectus) из испанской пещеры Сима-дель-Элефанте в Атапуэрке, датируемые возрастом 1,2—1,3 млн лет назад.
Также останки архантропов найдены в Вертешсёлёш (Венгрия), под Гейдельбергом (Германия), в Мала Баланица (Сербия), в Петралоне (Греция), в Чепрано (Homo cepranensis), Изерния ля Пинета (de:Isernia la Pineta), Фонтана Рануччио, Пофи и Визольяно (Италия), Сима-де-лос-Уэсос (Сьерра-де-Атапуэрка, Испания), Пршезлетице (Чехия). Их датируют периодом 580—340 тыс. л. н. Находки из Сванскомба (Англия) и Штейнгейма (Германия) относят к 225 тыс. л. н., а череп из Араго и Тотавель (Франция) — к 450—560 тыс. лет назад. Homo heidelbergensis был выделен в отдельный вид.
Человек гейдельбергский и его прямой потомок — человек неандертальский (Homo neanderthalensis) по-настоящему заселили Европу, причём последний представлял собой специализированную форму, адаптированную к европейскому климату (Черепа Саккопасторе, Альтамура (Италия), Пещера Горама (Гибралтар) и др.).
Самое раннее появление людей современного физического типа (Homo sapiens) в Европе, известное на настоящий момент, датируется возрастом 45—35 тыс. лет назад (Бачо-Киро), (Пештера-ку-Оасе, Пештера-Муйерилор, Чокловина (Румыния), Маркина гора (Костёнки и Сунгирь (Россия), пещера Козарника (Болгария), Фумане и Гротта дель Кавалло (Италия), Кентская пещера (Великобритания)), а ок. 40 тысяч л. н. окончательно исчез неандерталец.

### Нижний палеолит
Начало палеолита совпадает с моментом изготовления первого каменного орудия человеком. Предполагается, что это произошло около 3,3—2,5 млн лет назад в Африке. Позднее технология достигла Европы. В частности, во Франции в Сан-Валье было найдено каменное орудие, возраст которого 2,3 — 2,5 млн лет.
Каменные инструменты, обнаруженные во французском Шилаке (1968), говорят о том, что древние люди обитали в регионе порядка 1,8 млн лет назад, галечные орудия из раннего плейстоцена (верхний виллафранк) в Лезиньон ла Себ (2009) датируются возрастом 1,57 млн лет назад.
На юго-востоке Европы в местонахождении Ливенцовка в Ростове-на-Дону была обнаружена кость верблюда со следами рубки и пиления-резания каменным орудием, которая датируется финалом среднего виллафранка (2,1-1,97 млн л. н.). На Таманском полуострове известно несколько раннепалеолитических стоянок (Богатыри/Синяя Балка, Родники 1-4, Цимбал), древнейшей из которых является стоянка Кермек (2,1—1,8 млн лет назад). Целый ряд раннепалеолитических стоянок открыт в Дагестане (Айникаб-1, Гегалашур, Мухкай), в Ставропольском крае (Жуковское), в Молдавии (Байраки, Крецешты).
Есть много других свидетельств о появлении в Европе человека прямоходящего (другое название — архантроп). К древнейшим (2,5—1,5 млн л. н.) относят стоянки: Сан-Валье (Франция), Ла-Рош-Ламбер (Франция), Шийяк I (Франция), Шандалья I (Хорватия), Пирро 13 (Италия).
На стоянке Богатыри/Синяя балка в черепе жившего 1,5—1,2 млн л. н. кавказского эласмотерия нашли застрявшее пиковидное орудие из окварцованного доломита. Каменная индустрия стоянки Богатыри/Синяя Балка может быть отнесена к «преолдовану» или «архаичному олдовану», аналогичному «преолдованским» индустриям Валлоне (Франция), Барранко Леон, Фуенте Нуева 3, Ля Сима дель Елефант (Испания), Пирро Норд, Монте Поджоло (Италия).
Ко второй половине нижнего плейстоцена относятся находки Синзель, грот Валлоне (Франция), Пржезлетице (Чехия), Атапуэрка (Испания).
К первой половине среднего плейстоцена относятся находки из Сент-Эстев-Жансона (Франция), Ле-Ромье (Франция) и Вертешсёлёша (Венгрия).
В течение нижнего (самого древнего) палеолита люди обрабатывали камень с помощью простейшей техники. В Европе нижний палеолит закончился около 120 тыс. лет назад, когда техника обработки камня серьёзно изменилась.
Самой известной культурой нижнего палеолита в Европе является ашельская. Она была распространена на западе и юге Европы, встречается в центральной части Европы (восточная Германия, Чехия). Характерные орудия — ручные рубила и кливеры («колуны»).
Другой культурой (индустрией), распространенной в Европе, был клектон. Был распространен в Западной и Центральной Европе, к северу и востоку от ашельского ареала. Характерны биконические нуклеусы, многочисленные орудия типа чопперов, толстые отщепы с особыми характерными чертами, отщепы с выемками. Восточная граница клектона не ясна, предполагается, что она проходила через Украину.
Кроме ашеля и клектона, в нижнем палеолите Европы были и другие культуры (продолжение традиций древнейших галечных индустрий).

### Средний палеолит
Средний палеолит Европы, который часто называют эпохой мустье по эпонимному памятнику во Франции, начинается по традиционной схеме оледенений во время рисс-вюрмского интергляциала. Его дата — от 125/100 до 40 тыс. лет назад.
Со среднего палеолита можно более надежно реконструировать ход исторического процесса в Европе. Это время первого относительно широкого расселения человека, своего рода демографической волны, в результате которой палеоантроп (так называют человека среднего палеолита) расселился почти на всю свободную от ледового покрова территорию Европы. Значительно возросло по сравнению с нижним палеолитом число археологических памятников. Территория европейской части СССР заселяется вплоть до Волги. Мустьерские местонахождения появляются в бассейне Десны, верховьях Оки, Среднем Поволжье. В Центральной и Восточной Европе памятников среднего палеолита в 70 раз больше, чем нижнего. Одновременно происходит процесс культурной дифференциации, появляются региональные и локально дифференцированные группы и культуры.
Существует точка зрения, что европейское мустье развилось в двух основных зонах — в Западной Европе и на Кавказе — и оттуда распространилось на остальную Европу. Во всяком случае прямая генетическая связь между средним и нижним палеолитом устанавливается лишь в редких случаях.
Принято выделять премустьерские и раннемустьерские индустрии, с одной стороны, и позднее мустье — с другой. Первые существовали в рисс-вюрмское время, вторые — в Вюрме I и Вюрме I/II. Абсолютный возраст позднего мустье: 75/70-40/35 тыс. лет назад.
В среднем палеолите значительно усовершенствовалось производство каменных орудий, прежде всего самих нуклеусов, то есть ядрищ для скалывания отщепов, и крупных (так называемых леваллуаских) пластин. Орудия мустье изготавливались в основном из отщепов. Они отличаются устойчивостью форм. Двусторонне обработанные орудия сохраняются и в среднем палеолите, но существенно изменяются. Ручные рубила уменьшаются в размерах, часто изготавливаются из отщепов. Появляются листовидные наконечники и острия различных типов, которые использовались в составных орудиях и оружии, например в метательных копьях. Типичное орудие мустье — скребло — имеет многолезвийные формы. Мустьерские орудия многофункциональны: они служили для обработки дерева и шкур, для строгания, резания и даже сверления.
Начало среднего палеолита падает на относительно теплый интергляциал Рисс-Вюрм. Затем последовали сначала незначительные изменения климата, затем — длительный переходный период и, наконец, последнее оледенение — вюрмское. В период между интергляциалом и кульминацией Вюрма I флора и фауна Европы полностью изменились.
Эпоха мустье закончилась по всей Европе 41 030 — 39 260 л. н. (калиброванная дата).
Микокская индустрия была распространена на ранних этапах Вюрмского оледенения (около 130 — 70 тыс. лет до н. э.).

### Верхний палеолит
Верхний палеолит начался около 40 тыс. лет назад и заканчивается около 12-10 тыс. лет назад. В данный период в Европе жили кроманьонцы, по своим антропологическим характеристикам очень близкие к современным людям. Артефакты ориньякской культуры в пещере Бахондильо (Bajondillo Cave) (Ма́лага, Андалусия) свидетельствуют о том, что человек современного типа жил на юге Испании 44 тыс. лет назад. Самое раннее появление людей современного физического типа (Homo sapiens) в Европе, известное на настоящий момент, датируется возрастом от 45 820 до 43 650 л. н. (пещера Бачо Киро в Болгарии), 40—37 тыс. л. н. — Пештера-ку-Оасе, Маркина гора, пещера Козарника (Болгария), Фумане и Гротта дель Кавалло (Италия) и Кентская пещера (Великобритания). Геном темнокожей, темноволосой и кареглазой женщина Zlatý kůň из Конепрусских пещер (Чехия) имеет 3 % примеси неандертальской ДНК от давнего скрещивания на Ближнем Востоке, а не от недавнего контакта. Женщина родилась через 60—80 поколений (примерно 2000—3000 лет) после того эпизода скрещивания её предков с неандертальцами, тогда как усть-ишимский человек унаследовал свои более короткие неандертальские фрагменты ДНК примерно через 85—100 поколений после того же эпизода скрещивания. Это значит, что конепрусская женщина жила раньше усть-ишимца, ранее 45 000 лет назад. Геном Zlatý kůň не связан ни с геномами древних европейцев, ни с геномами современных европейцев, а это означает, что её потомки в этом регионе вымерли. Геном Zlatý kůň, в отличие от геномов людей из болгарской пещеры Бачо Киро, не был более тесно связан с древними азиатами, чем с европейцами. Это говорит о том, что она происходила из древней популяции, которая ещё не дифференцировалась генетически на азиатов и европейцев.
Геномы ранних образцов из Бачо Киро возрастом 42580—45930 л. н. (IUP Bacho Kiro) отдалённо связаны с 40 тысячелетним человеком из пещеры Тяньюань в Китае, в меньшей степени с GoyetQ116-1 из Бельгии и усть-ишимским человеком, а также с другими древними и современными геномами восточноазиатов и коренных американцев. Они имеют в своей ДНК от 3 % до 3,8 % примеси от неандертальцев, появившейся в результате скрещивания шестью или семью поколениями ранее. Это говорит о том, что IUP Bacho Kiro произошли от древней популяции, которая когда-то распространилась по всей Евразии, но в Европе её потомки вымерли. Более поздние особи из пещеры Бачо Киро (MUP Bacho Kiro) возрастом 34,5 тыс. л. н. были ближе к современным европейским популяциям, чем к современным азиатским. Образец Oase 1 из пещеры Пештера-ку-Оасе (Румыния) имеет 9,90 % примеси неандертальской ДНК, появившейся в результате скрещивания 4—6 поколениями ранее. Образец Oase 2 имеет 6,06 % примеси неандертальской ДНК. При сравнении f3 статистики со всеми зарегистрированными образцами ДНК, Oase 2 и Oase 1 оказываются наиболее генетически близки друг к другу. Они относятся к родственным, но не идентичным группам населения, при этом Oase 2 и Oase 1 не близки любому современному человеческому населению.
По некоторым оценкам численность населения Европы около 27 тыс. л. н. составляла всего тысячу человек.
Верхний палеолит — время возникновения искусства (хотя это и не установлено окончательно). Существовали две большие группы произведений первобытного искусства — наскальная и пещерная живопись и гравировка и произведения из рога, кости и камня.
См. также: ориньякская культура, граветтская культура, мадленская культура, стрелецкая культура.

## Мезолит
Мезолит, или среднекаменный век (приблизительно 12—8 тысячелетия до н. э.), совпадает с установлением на земном шаре современной геологической эпохи, наступившей после отступления ледников.
Более эффективными становятся каменные орудия, так называемые микролиты. Появляются лук и стрелы.
Раскопки захоронений, где найдено большое количество вещей, положенных в могилу вместе с покойным, свидетельствуют о развитии верований в загробную жизнь и зарождении религии.

## Неолит Европы

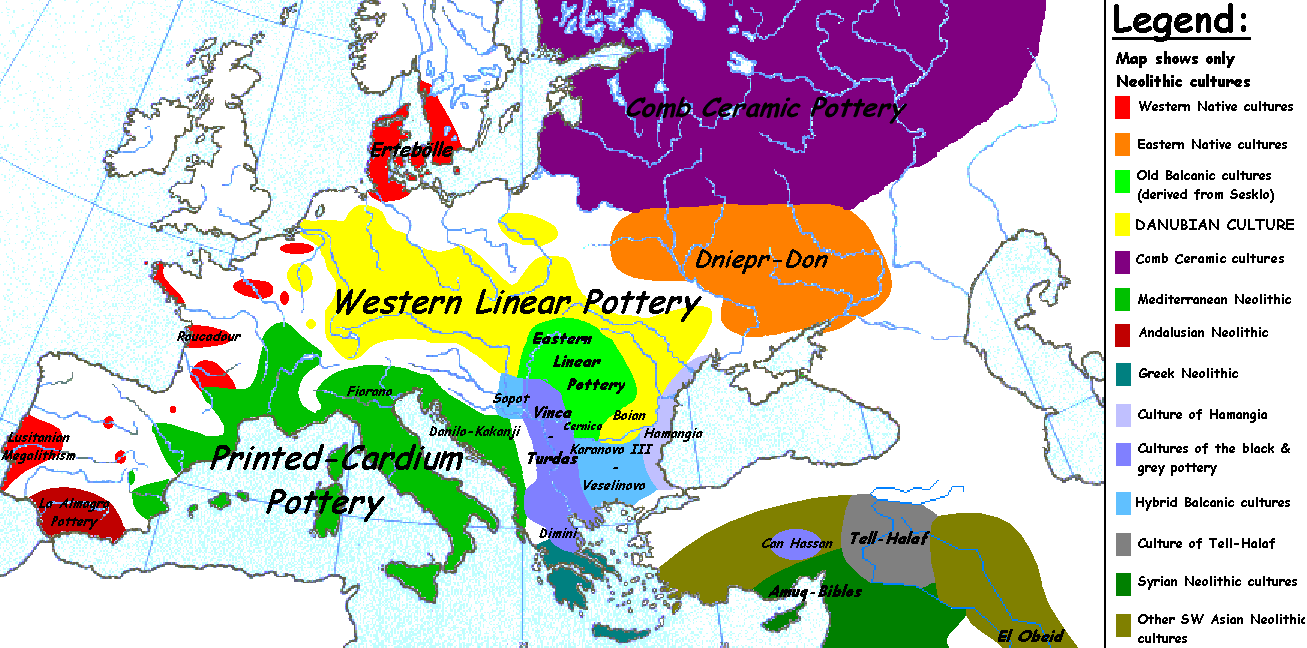
Европа в 4500—4000 годах до н. э.

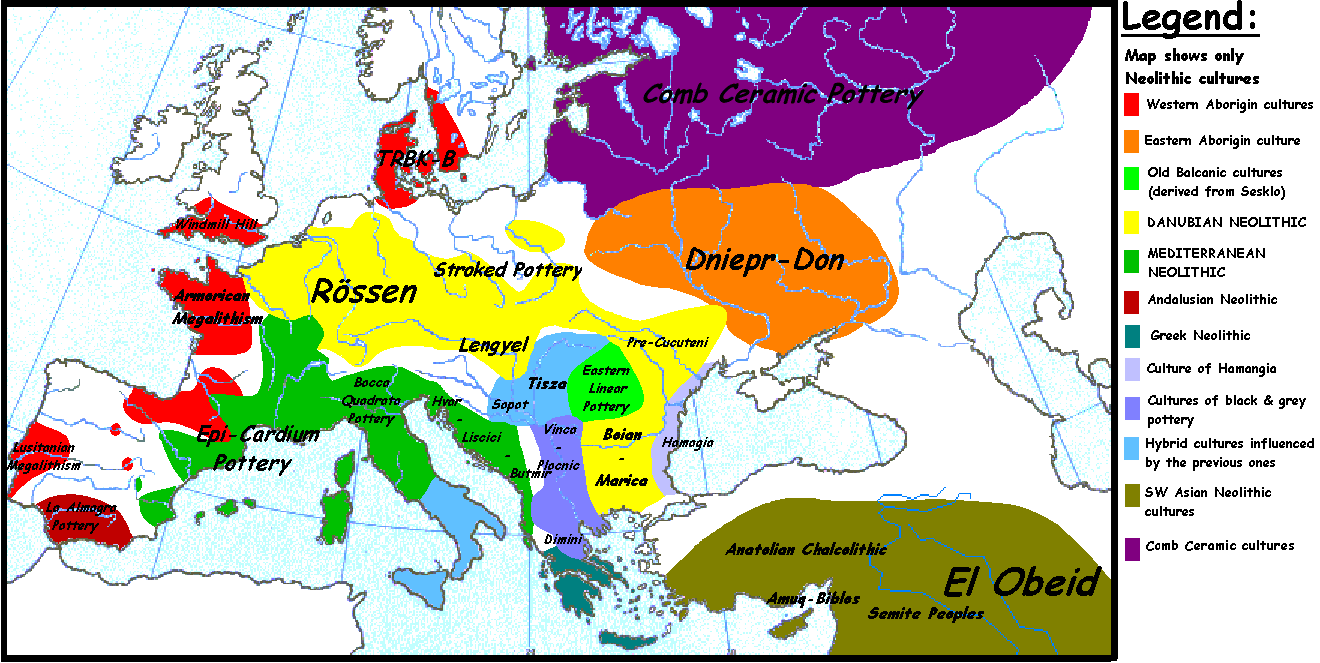
Европа в 4000—3500 годах до н. э.

Неолитический период в истории Европы продолжался примерно с 7-го тыс. до н. э. до 18 в. до н. э. При этом культурные новации продвигались в глубь Европы с юго-востока на северо-запад со скоростью примерно 1 км в год. Так, греческому неолиту с развитым сельским хозяйством по времени соответствует мезолит на севере Европы, а раннему бронзовому веку в Греции — неолит на севере. На юго-востоке Европы неолит продолжался примерно до 30 в. до н. э., а на северо-западе первые предметы из бронзы появились на 12 столетий позже.